# Gymnosagena longicauda
Gymnosagena longicauda är en tvåvingeart som beskrevs av Amnon Freidberg och Merz 2006. Gymnosagena longicauda ingår i släktet Gymnosagena och familjen borrflugor.
Artens utbredningsområde är Uganda. Inga underarter finns listade i Catalogue of Life.